# Brycon labiatus
Brycon labiatus är en fiskart som beskrevs av Steindachner, 1879. Brycon labiatus ingår i släktet Brycon och familjen Characidae. Inga underarter finns listade.